# Unione Sportiva Avellino 1999-2000
Questa voce raccoglie le informazioni riguardanti l'Unione Sportiva Avellino nelle competizioni ufficiali della stagione 1999-2000.

## Stagione
Nella stagione a cavallo del secolo 1999-2000 l'Avellino disputa il girone B del campionato di Serie C1, vi raccoglie 44 punti, con il nono posto finale. Partenza lenta dei Lupi, che a fine ottobre, dopo la sconfitta interna (1-2) contro il Catania, sostituiscono l'allenatore Vittorio Belotti con Lorenzo Mancàno, ma giungono altre tre sconfitte, e allora la squadra irpine viene affidata a Mario Russo, che la porta sino al termine della stagione. Al termine del girone di andata l'Avellino con 18 punti è ancora in zona Play-out, mentre nel girone di ritorno, raccoglie 26 punti risalendo la classifica, chiudendo il torneo al nono posto. Ottimo invece il percorso dell'Avellino nella Coppa Italia di Serie C, dove gli irpini vincono il girone O di qualificazione, ottenendo tre vittorie ed una sconfitta, poi nei sedicesimi superano la Juve Stabia, negli ottavi eliminano la Nocerina, nei quarti hanno la meglio sul Gualdo, in semifinale eliminano la Lodigiani, cedendo solo nella doppia finale al Pisa, che conquista il Trofeo.

## Rosa
| N. |                   | Ruolo | Calciatore               |
| -- | ----------------- | ----- | ------------------------ |
|    | Italia (bandiera) | P     | Luigi Sassanelli         |
|    | Italia (bandiera) | P     | Pasquale Visconti        |
|    | Italia (bandiera) | D     | Roberto Amodio           |
|    | Italia (bandiera) | D     | Massimo De Martis        |
|    | Italia (bandiera) | D     | Antonio Minadeo          |
|    | Italia (bandiera) | D     | Daniele Portanova        |
|    | Italia (bandiera) | D     | Gianluca Rencricca       |
|    | Italia (bandiera) | D     | Stefano Trinchera ()     |
|    | Italia (bandiera) | D     | Giuseppe Zappella        |
|    | Italia (bandiera) | C     | Enrico Maria Amore       |
|    | Italia (bandiera) | C     | Marco Andreotti          |
|    | Italia (bandiera) | C     | Francesco Antonio Bianco |
|    | Italia (bandiera) | C     | Alberto Borsa            |
|    | Italia (bandiera) | C     | Filippo Carobbio         |
|    | Italia (bandiera) | C     | Luigi D'Alessio          |

| N. |                   | Ruolo | Calciatore              |
| -- | ----------------- | ----- | ----------------------- |
|    | Italia (bandiera) | C     | Rosario La Marca        |
|    | Italia (bandiera) | C     | Gaetano Lo Nero         |
|    | Italia (bandiera) | C     | Emiliano Maddè          |
|    | Italia (bandiera) | C     | Nicola Mariniello       |
|    | Italia (bandiera) | C     | Andrea Quaresmini       |
|    | Italia (bandiera) | C     | Maurizio Rizzioli       |
|    | Italia (bandiera) | C     | Antonio Sessa           |
|    | Italia (bandiera) | A     | Luigi Artiaco           |
|    | Italia (bandiera) | A     | Giovanni Izzillo        |
|    | Italia (bandiera) | A     | Fabio Moscelli          |
|    | Italia (bandiera) | A     | Walter Piccioni         |
|    | Italia (bandiera) | A     | Massimo Pierotti        |
|    | Italia (bandiera) | A     | Claudio Piperissa       |
|    | Italia (bandiera) | A     | Massimiliano Scichilone |
|    | Italia (bandiera) | A     | Paolo Zirafa            |

## Risultati

### Campionato

#### Girone di andata
| Arbitro: | Cuttica (Alessandria) |

|                                  |           |                          |
| Minadeo 47’ Trinchera 66’ (rig.) | Marcatori | 79’ Polani 88’ Guarnieri |

| Arbitro: | Cavuoti (Vasto) |

|                 |           |  |
| Bertuccelli 32’ | Marcatori |  |

| Arbitro: | Campofiorito (Chiavari) |

|                   |           |  |
| Rizzioli 47’, 53’ | Marcatori |  |

| Arbitro: | Trefoloni (Siena) |

|                                                            |           |  |
| Portanova 15’ (aut.) E. Baggio 44’, 90+3’ Aruta 73’ (rig.) | Marcatori |  |

| Arbitro: | Girardi (San Donà di Piave) |

|                |           |  |
| Mariniello 79’ | Marcatori |  |

| Arbitro: | Ferrari (Roma) |

|                 |           |            |
| Trinchera 90+3’ | Marcatori | 57’ Pasino |

| Arbitro: | Battaglia (Messina) |

|           |           |  |
| Zeoli 61’ | Marcatori |  |

| Arbitro: | Belloli (Bergamo) |

|               |           |                           |
| Trinchera 23’ | Marcatori | 55’ Bennardo 84’ Marziano |

| Arbitro: | Dattilo (Locri) |

|                                |           |  |
| Lorenzini 2’ Frau 90+2’ (rig.) | Marcatori |  |

| Arbitro: | Cuttica (Alessandria) |

|  |           |              |
|  | Marcatori | 63’ Pilleddu |

| Arbitro: | Cavuoti (Vasto) |

|                  |           |  |
| La Grottería 61’ | Marcatori |  |

| Arbitro: | Benedetti (Vicenza) |

|                          |           |             |
| Trinchera 18’ Zirafa 39’ | Marcatori | 42’ Tedoldi |

| Arbitro: | Palmieri (Cosenza) |

|               |           |  |
| Ricchetti 64’ | Marcatori |  |

| Arbitro: | Sacco (Civitavecchia) |

|                             |           |               |
| Moscelli 70’ Mariniello 90’ | Marcatori | 90+4’ Moretti |

| Arbitro: | Lambertini (Bologna) |

|                           |           |              |
| Spinelli 27’ Pizzulli 78’ | Marcatori | 90+1’ Zirafa |

| Arbitro: | Maselli (Lucca) |

|                                     |           |           |
| Trinchera 45+1’ (rig.) Moscelli 47’ | Marcatori | 42’ Testa |

| Arbitro: | Trefoloni (Siena) |

|                |           |                 |
| Sergi 20’, 65’ | Marcatori | 21’, 37’ Zirafa |

#### Girone di ritorno
| Arbitro: | Lambertini (Bologna) |

|             |           |                  |
| Pratali 15’ | Marcatori | 22’ M. Andreotti |

| Arbitro: | D'Aguanno (Marsala) |

|                                  |           |  |
| Zirafa 45’, 63’ M. Andreotti 55’ | Marcatori |  |

| Arbitro: | Cenni (Imola) |

|  |           |                      |
|  | Marcatori | 36’ (rig.) Trinchera |

| Arbitro: | Ioseffi (Siena) |

|  |           |             |
|  | Marcatori | 90+4’ Frati |

| Arezzo 6 febbraio 2000 22ª giornata | Arezzo                | 0 – 0 | Avellino | Stadio Città di Arezzo\| Arbitro: \| Cuttica (Alessandria) \| |
| Arbitro:                            | Cuttica (Alessandria) |       |          |                                                               |

| Arbitro: | Carlucci (Molfetta) |

|                          |           |  |
| Deflorio 65’, 71’ (rig.) | Marcatori |  |

| Arbitro: | Benedetti (Vicenza) |

|                          |           |  |
| Zirafa 55’ Trinchera 68’ | Marcatori |  |

| Arbitro: | Giannoccaro (Lecce) |

|                            |           |                      |
| Califano 10’ Battaglia 60’ | Marcatori | 77’ (rig.) Trinchera |

| Avellino 12 marzo 2000 26ª giornata | Avellino                  | 0 – 0 | Palermo | Stadio Partenio\| Arbitro: \| Dondarini (Finale Emilia) \| |
| Arbitro:                            | Dondarini (Finale Emilia) |       |         |                                                            |

| Nocera Inferiore 19 marzo 2000 27ª giornata | Nocerina       | 0 – 0 | Avellino | Stadio San Francesco d'Assisi\| Arbitro: \| Pieri (Genova) \| |
| Arbitro:                                    | Pieri (Genova) |       |          |                                                               |

| Avellino 2 aprile 2000 28ª giornata | Avellino       | 0 – 0 | Ancona | Stadio Partenio\| Arbitro: \| Pieri (Genova) \| |
| Arbitro:                            | Pieri (Genova) |       |        |                                                 |

| Gualdo Tadino 9 aprile 2000 29ª giornata | Gualdo                | 0 – 0 | Avellino | Stadio Carlo Angelo Luzi\| Arbitro: \| Squillace (Catanzaro) \| |
| Arbitro:                                 | Squillace (Catanzaro) |       |          |                                                                 |

| Arbitro: | Trefoloni (Siena) |

|                           |           |  |
| Moscelli 21’ Rizzioli 49’ | Marcatori |  |

| Arbitro: | Carlucci (Molfetta) |

|             |           |                  |
| Iaquinta 2’ | Marcatori | 53’ M. Andreotti |

| Arbitro: | Niccolai (Livorno) |

|                              |           |                           |
| W. Piccioni 34’ Moscelli 44’ | Marcatori | 64’ Biffi 77’ Bertoncelli |

| Arbitro: | Valensin (Milano) |

|                |           |                           |
| Pannitteri 12’ | Marcatori | 1’ Moscelli 90+2’ Minadeo |

| Arbitro: | Ferraro (Crotone) |

|                            |           |  |
| Moscelli 2’, 45’ Maddè 75’ | Marcatori |  |

### Coppa Italia di Serie C

#### Girone O
| Arbitro: | Ayroldi (Molfetta) |

|                                    |           |  |
| Chiappetta 52’ (aut.) Pierotti 89’ | Marcatori |  |

| 25 agosto 1999 2ª giornata |  | – Turno di riposo Avellino |  |  |

| Arbitro: | Ardito (Bari) |

|  |           |              |
|  | Marcatori | 15’ Pierotti |

| Arbitro: | Palmieri (Cosenza) |

|                                       |           |                    |
| Zirafa 19’ Rizzioli 47’ Trinchera 90’ | Marcatori | 45’ Giov. Esposito |

| Arbitro: | Rubino (Salerno) |

|                                       |           |                |
| Sgambati 45’ Sardo 52’ Lucci 74’, 83’ | Marcatori | 48’ Quaresmini |

#### Sedicesimi di finale
| Arbitro: | Ayroldi (Molfetta) |

|  |           |                  |
|  | Marcatori | 36’ M. Andreotti |

| Arbitro: | Ardito (Bari) |

|                      |           |             |
| Trinchera 83’ (rig.) | Marcatori | 72’ Fontana |

#### Ottavi di finale
| Arbitro: | Benedetto (Messina) |

|             |           |                                         |
| De Palma 8’ | Marcatori | 40’ Minadeo 58’ Rizzioli 74’ Mariniello |

| Arbitro: | Ferraro (Crotone) |

|                                  |           |  |
| Trinchera 4’ (rig.) Moscelli 36’ | Marcatori |  |

#### Quarti di finale
| Arbitro: | Micoli (Tivoli) |

|                                         |           |  |
| M. Andreotti 49’ Minadeo 51’ Zirafa 56’ | Marcatori |  |

| Arbitro: | Ponzalli (Firenze) |

|                |           |              |
| M. Esposito 8’ | Marcatori | 60’ Moscelli |

#### Semifinale
| Arbitro: | Dattilo (Locri) |

|  |           |                               |
|  | Marcatori | 34’ Zirafa 78’ (aut.) Mancini |

| Arbitro: | Semeraro (Taranto) |

|                              |           |  |
| Moscelli 56’ W. Piccioni 63’ | Marcatori |  |

#### Finale
| Arbitro: | Ardito (Bari) |

|                |           |  |
| Scichilone 43’ | Marcatori |  |

| Arbitro: | Belloli (Bergamo) |

|                                             |           |  |
| P. Andreotti 21’ Savoldi 86’ F. Ferrari 90’ | Marcatori |  |